# Хакишев, Руслан Шалаудинович
Русла́н Шалауди́нович Хаки́шев (род. 11 июля 1938, Грозный) — советский и российский актёр и режиссёр, главный режиссёр Чеченского государственного драматического театра имени Х. Нурадилова, в 2006—2010 годах — член Совета по культуре и искусству при президенте Российской Федерации. Заслуженный деятель искусств РСФСР (1990). Народный артист Российской Федерации (2009).  Народный артист Чеченской Республики (1998). Лауреат Государственной премии РСФСР им. К. С. Станиславского (1977).

## Биография
Родился 11 июля 1938 года в Грозном. Его отец Шалаудин Хакишев был руководящим работником, представитель тайпа Зумсой.
После начала войны Шалаудин Хакишев принял активное участие в формировании сначала 114-й Чечено-Ингушской кавалерийской дивизии, а когда она была расформирована — 255-го отдельного Чечено-Ингушского кавалерийского полка. Был политруком полка.
23 февраля 1944 года чеченцы и ингуши были депортированы. Через несколько дней после депортации семьи старший лейтенант Шалаудин Хакишев погиб в боях под Одессой.
В годы депортации Руслан Хакишев находился в Кызылорде. Его тётя Хава Хакишева (впоследствии Народная артистка Чечено-Ингушской АССР) была актрисой театра и водила племянника на все спектакли.
В 1962 году окончил факультет драматического искусства Ленинградского Государственного института театра, музыки и кинематографии (мастерская Ивана Савельева, Вячеслава Стржельчика, Владимира Петрова). В 1964 году поступил на режиссёрский факультет того же института (ученик М. В. Сулимова), который окончил в 1968 году. Во время учёбы участвовал в работе режиссёрских лабораторий под руководством народных артистов СССР Валентина Плучека (Академический театр сатиры) и Евгения Симонова (Академический театр имени Е. Вахтангова), готовил передачи на Центральном телевидении СССР.
Главный режиссёр Чечено-Ингушского драматического театра им Х. Нурадилова в 1970-е и 1990-е годы. Был главным режиссёром Русского драматического театра Карачаево-Черкесии. В 1977 году за постановку спектакля «Песни вайнахов» был удостоен Государственной премии РСФСР им. Станиславского. Искусствовед С. Бахметьева писала:
Спектакль чечено-ингушского театра — это волнующее эпическое повествование о людях свободолюбивых, о верности в любви и дружбе, стойкости в бою. В песнях вайнахов — зажигательных и бурных, удалых — заложены высокая поэзия спектакля, сила его трагедийного и одновременно жизнеутверждающего, победного звучания. Не случайно, всё более убеждаешься в том, что характер народа легче всего узнать и понять через его песни, музыку, танцы…
Много работал в других театрах: русских театрах Махачкалы, Брянска, Черкесска; национальных — Марийском, Хакасском, Карачаевском, Лакском. Также является создателем Ингушского государственного драматического театра имени Идриса Базоркина.
Во время военных действий в Чеченской Республике чеченский театра находился в эвакуации в республиках Северного Кавказа и Краснодарского края. Хакишев с помощью коллег организовал творческие контакты, гастроли и материальную поддержку работников театра.
Продолжал заниматься творческой работой. Вместе с другими артистами Чеченского театра он восстановил в русском театре в Черкесске, где также трудился главным режиссёром, несколько спектаклей из старого репертуара и побывал с ними в различных городах Европы. По его инициативе в Черкесске был создан молодёжный театр «Прометей», труппу которого составили чеченские актёры.
В настоящее время является главным режиссёром Чеченского драматического театра имени Ханпаши Нурадилова.

## Постановки

### Втеатре имени Нурадилова
- «Кровавая свадьба» Гарсиа Лорки;
- «Мнимый больной» Ж-Б. Мольера;
- «Ревизор» Н. Гоголя;
- «Предложение» А. Чехова;
- «Женитьба» Н. Гоголя;
- «Маленькие трагедии» А. Пушкина;
- «Женитьба Бальзаминова» А. Островского;
- «Песни вайнахов» по пьесе-сценарию Руслана Хакишева;
- Трилогия «Земля отцов»;
- «Когда рушится мир…» О. Иоселиани;
- «Один лишь бог…» С-Х. Нунуева;
- «Бессмертные» А. Хамидова;
- «Бейбулат Таймиев» М. Мусаева;
- «Ушедший за саваном» М. Ахмадова (1993);
- «Бож-Али» А. Хамидова;
- «Скапен, спаси любовь» по Мольеру;
- «Хийистехь» («На берегу реки»);
- «Когда арба перевернулась»;
- «Тигр и гиена» Шандора Петёфи;
- «За чем пойдешь, то и найдешь» А. Островского;
- «Четыре жениха Диляфруз»;
- «Ты мне — я тебе»;
- «Бунт невесток»;
- «Немая жена»;
- «Свекровь»;
- «Тополёк мой в красной косынке» Чингиза Айтматова;
- «Гагуца, Бабуца, Данел и Дарданел»;
- «Расплата» А. Мусаева;
- «Аршин мал алан» У. Гаджибекова;
- «Лермонтов — Кавказ» Р. Хакишева;
- «Арба перевернулась — дорога нашлась» О. Иоселиани.

Постановки для детей
- «Сказки волшебника Сулеймана»;
- «Маленький принц»;
- «Золотой цыпленок»;
- «Приключения Буратино»;
- «Храбрый Кикила».

### В Ингушском театре
- «Когда гибнут сыновья» Саида Чахкиева;
- «Асхаб Бендер» Саида Чахкиева;
- «Юбилей» А. Чехова;
- «Иду в путь мой» Л. Герчикова;
- «Любовь, джаз и чёрт» Ю. Грушаса;
- «Бременские музыканты».

## Фильмография
- Мгновения… — советский фильм (1989 год), режиссёр В. Гиоргобиани;
- «Дело чести» — 8-серийный фильм, режиссёр А. Черных (РТР).

## Награды
- Заслуженный деятель искусств Чеченской Республики;
- Государственная премия РСФСР имени К. С. Станиславского — за спектакль «Песни вайнахов» (1977);
- Заслуженный деятель искусств РСФСР (1990);
- Народный артист Чеченской Республики (1998);
- Государственная премия Чеченской Республики — за спектакль «Земля отцов»;
- Государственная премия Кабардино-Балкарии;
- Народный артист Российской Федерации (2009);
- Медаль участника энциклопедии «Лучшие Люди России».